# Melanargia occitanica
The Western Marbled White (Melanargia occitanica) là một loài bướm thuộc họ Nymphalidae. Nó có thể được tìm thấy ở Bắc Phi và tây Nam Âu.
Chiều dài cánh trước là 25–28 mm. Con trưởng thành bay làm một đợt từ tháng 4 đến tháng 6.

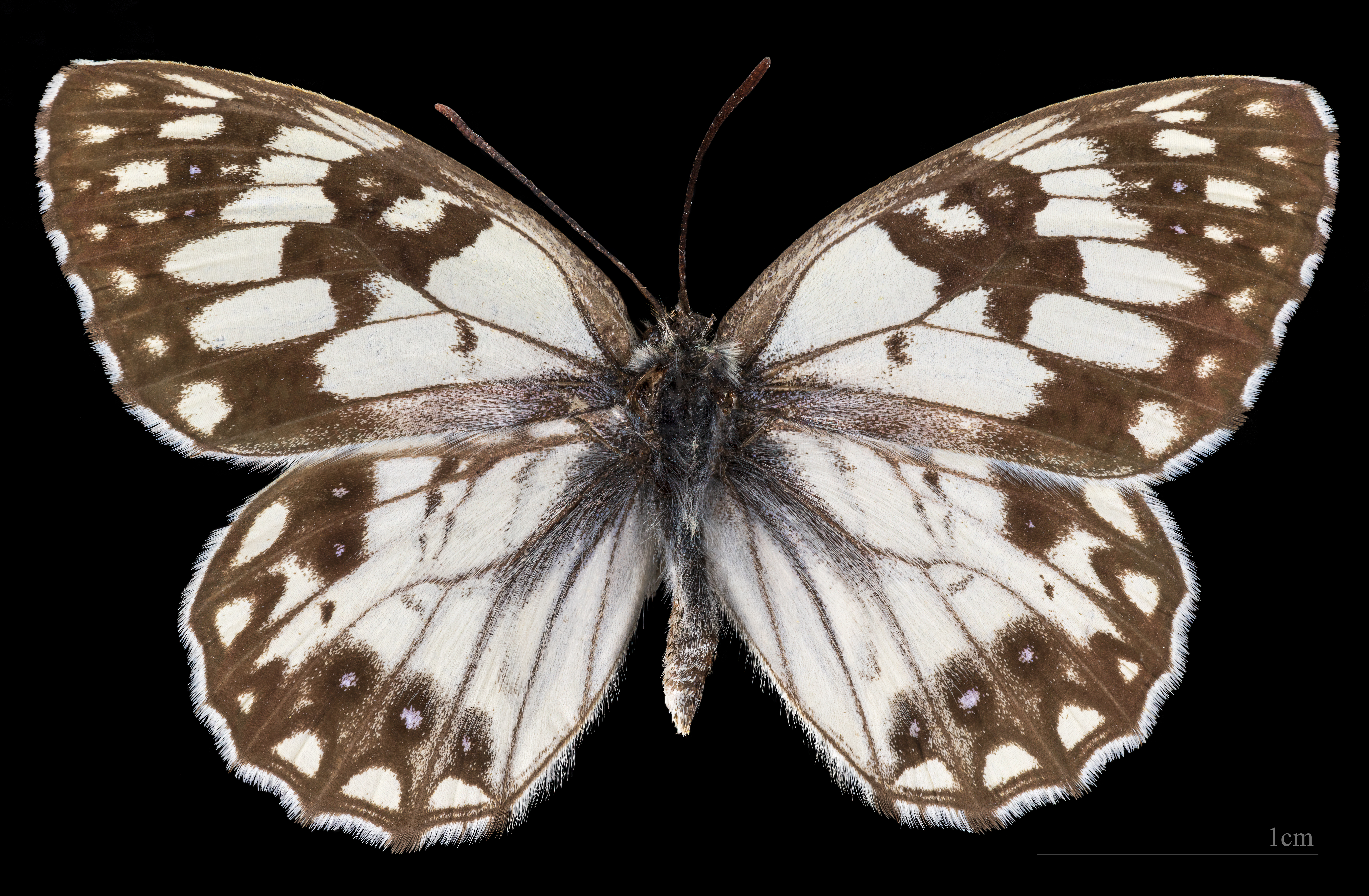
Melanargia occitanica ♂
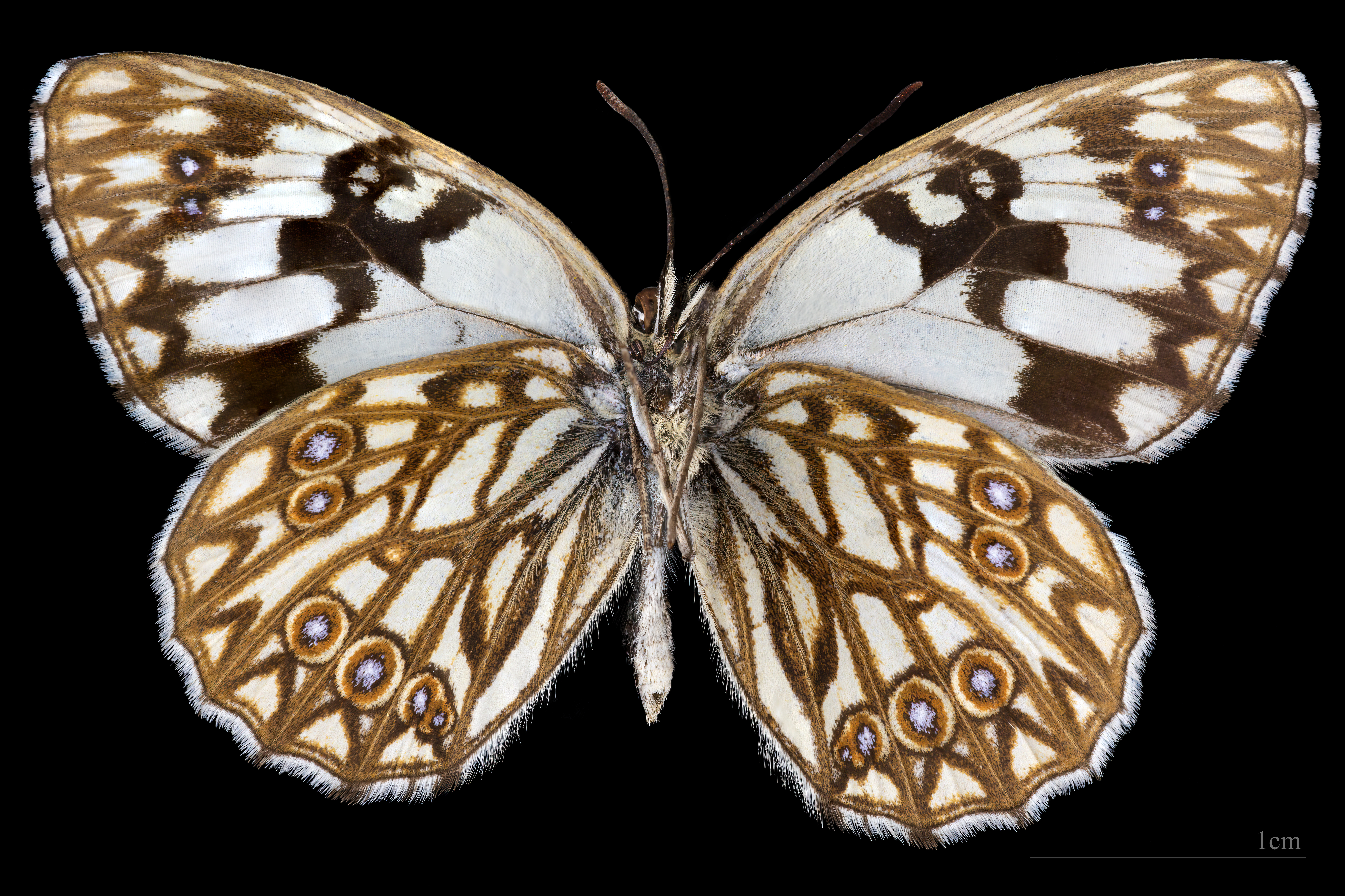
Melanargia occitanica ♂   △

Ấu trùng ăn nhiều loại cỏ.